# 小林幹英
小林 幹英（こばやし かんえい、1974年1月29日  - ）は、広島県生まれ、新潟県新潟市東区育ちの元プロ野球選手（投手、右投右打）、コーチ。現在は広島東洋カープの三軍投手育成強化コーチを務めている。

## 来歴

### プロ入り前
父が国家公務員であったため、幼少期は転勤で全国を転々とする。小学4年時から新潟市東区に定住。新潟東リトルリーグで本格的にプレーを開始し、新潟市立藤見中学校3年時の1988年、新潟市営鳥屋野公園球場で開催されたヤクルトスワローズ対中日ドラゴンズ戦の試合前には始球式を務めた。
新潟明訓高校では3年時に同校初となる第73回全国高等学校野球選手権大会に出場するも開幕戦で岡本克道を擁した柳ヶ浦高校に敗れた。卒業後は、東都大学野球の専修大学へ進むが、1年春に入替戦に敗れ、以降は2部リーグで過ごした。後にチームメイトとなる1年後輩・黒田博樹との両輪で4年秋に2部で優勝し最優秀選手、最優秀投手となり入替戦では初戦で延長10回を完投して、2戦目は黒田が先発勝利で昇格に貢献。1部リーグ通算2試合に登板、0勝0敗、防御率3.38。4年時はドラフト上位候補にも挙がったものの指名は見送られた。
その後、社会人のプリンスホテルに入社。後に西武ライオンズで活躍する星野智樹とは同期で、他に延岡学園・聖心ウルスラ学園監督となる小田原斉、日大山形高監督の荒木準也がいた。1996年は新人ながら二次予選を一人で投げ抜き第67回都市対抗野球大会に出場するが本選では先発するも初戦敗退、1997年ドラフト4位で広島東洋カープに入団。背番号は29。

### 広島時代
1998年、シーズン開幕戦で初登板し，8−3で中日の山本昌に勝ち初勝利、セ・リーグ通算9人目、広島では3人目 となる新人投手開幕戦勝利を記録した。また、新人として救援で初登板初勝利を挙げたのは球団史上初であった。その後セットアップ、クローザーに定着し、新人ながらリリーバーとして活躍。新人王こそ川上憲伸に及ばなかったものの、高橋由伸、坪井智哉と共にセ・リーグ会長特別表彰を受ける。なお4月に月間MVPを受賞したが、ルーキーが開幕した月の月間MVPを受賞したのは1975年の創設以来初めてである。
1999年、抑えとして期待されつつも伸び悩み、首脳陣も先発登板をさせるなど試行錯誤を繰り返したが状態は上向かなかった。
2000年、前年オフから監督の達川光男からも抑えに固定を明言されストッパーとして期待されたが右膝などの故障もあり勝利・セーブともに0で終わる。
2001年、アーム式だったフォーム等の改善もあり右の中継ぎとして再び年間50試合以上に登板するなど活躍を見せた。
2002年、中継ぎの柱として活躍。ストレートとフォークボールに加え、スローカーブを駆使して50試合以上に登板し、シーズン終盤までルーキーイヤーを上回る防御率2点台前半から中盤を維持していた。最終盤で打ち込まれる試合が増え、最終的に防御率は3点台まで下がったものの、ルーキーイヤーに次ぐ成績でシーズンを終えた。
2003年、春季キャンプ中に椎間板ヘルニアを発症し手術。リハビリと調整で一軍での登板はシーズン終盤になってからだった。ルーキーイヤーには直球は平均140km中盤を計測していたが、故障以後は球威が徐々に衰え、最速でも140kmに届かなくなっていった。だが小林はこの当時「ルーキーの時はあんなに球速が出るとは思わなかったし、実は自分でもビックリしていた。故障してスピードが出せなくなった分、制球力と変化球のキレを活かしていきたい」と語っている。
2004年、故障などで登板機会は僅かに留まった。この年に母校である新潟明訓高が現在地に移転した際、校地には新たに野球部専用のグラウンドが設けられた。小林はこのグラウンドにスコアボードを設置するため、歴代のOBらと共に資金を提供しており、スコアボード裏面に記された贈呈者名には「広島東洋カープ 小林幹英」の揮毫がある。
2005年、佐藤剛士が背番号29をつけることになり、背番号を鶴田泰の退団で空いた21に変更。二軍で9月終盤まで防御率0点台中盤の圧倒的な安定感を見せ、13セーブポイントを挙げてウエスタン・リーグの最優秀救援投手のタイトルを獲得した。しかし、度重なる故障による球威の衰えは隠せず、一軍登板は僅か2試合の登板にとどまった。10月7日に戦力外通告を受け、引退する意向を表明。

### 現役引退後
2006年、広島東洋カープの一軍投手コーチに就任。背番号は73。前田健太や篠田純平、齊藤悠葵ら若手投手陣、コルビー・ルイスやショーン・ダグラスら外国人投手の底上げなど投手コーチとして一定の成果も出し始めていた。
2009年7月7日・7月8日、郷里に竣工した新潟県立野球場（HARD OFF ECOスタジアム新潟）で開催された対阪神タイガース10・11回戦の試合前、小林には両日とも花束が贈呈された。なお、小林は同球場について「想像していたよりも良い球場でびっくりした。もうちょっと頑張って、現役を続けていればよかった」とジョークを交えて評している。

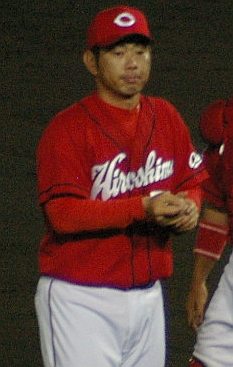
2009年5月9日

その後、2010年から2014年までは二軍投手コーチを務め、2015年からは再び一軍投手コーチを担当。2016年には、選手や指導者時代含めて初のリーグ優勝を経験した。2019年は再び二軍投手コーチを務めると、2020年は、三軍投手育成強化コーチを、2021年からは再び二軍投手コーチを担当。2023年は8月24日までと、同29日からは三軍投手コーチ・強化担当を、同25日から同28日までは一軍投手コーチを務めた。2024年からは三軍育成強化コーチに肩書きが変更となる。

## 詳細情報

### 年度別投手成績
| 年 度     | 球 団     | 登 板 | 先 発 | 完 投 | 完 封 | 無 四 球 | 勝 利 | 敗 戦 | セ 丨 ブ | ホ 丨 ル ド | 勝 率 | 打 者 | 投 球 回 | 被 安 打 | 被 本 塁 打 | 与 四 球 | 敬 遠 | 与 死 球 | 奪 三 振 | 暴 投 | ボ 丨 ク | 失 点 | 自 責 点 | 防 御 率 | W H I P |
| --------- | --------- | ----- | ----- | ----- | ----- | -------- | ----- | ----- | -------- | ----------- | ----- | ----- | -------- | -------- | ----------- | -------- | ----- | -------- | -------- | ----- | -------- | ----- | -------- | -------- | ------- |
| 1998      | 広島      | 54    | 0     | 0     | 0     | 0        | 9     | 6     | 18       | --          | .600  | 330   | 81.2     | 50       | 9           | 36       | 2     | 2        | 105      | 4     | 0        | 26    | 26       | 2.87     | 1.05    |
| 1999      | 広島      | 35    | 7     | 0     | 0     | 0        | 3     | 7     | 10       | --          | .300  | 306   | 66.0     | 77       | 9           | 36       | 2     | 2        | 63       | 0     | 0        | 49    | 43       | 5.86     | 1.71    |
| 2000      | 広島      | 25    | 0     | 0     | 0     | 0        | 0     | 3     | 0        | --          | .000  | 146   | 32.2     | 29       | 6           | 20       | 0     | 1        | 35       | 3     | 0        | 21    | 17       | 4.68     | 1.50    |
| 2001      | 広島      | 51    | 1     | 0     | 0     | 0        | 3     | 1     | 1        | --          | .750  | 294   | 65.2     | 61       | 9           | 42       | 6     | 2        | 68       | 2     | 0        | 27    | 25       | 3.43     | 1.57    |
| 2002      | 広島      | 52    | 0     | 0     | 0     | 0        | 4     | 5     | 0        | --          | .444  | 287   | 68.0     | 60       | 6           | 24       | 2     | 1        | 64       | 5     | 0        | 25    | 24       | 3.18     | 1.24    |
| 2003      | 広島      | 5     | 0     | 0     | 0     | 0        | 0     | 0     | 0        | --          | ----  | 24    | 6.0      | 5        | 1           | 1        | 0     | 0        | 7        | 0     | 0        | 4     | 4        | 6.00     | 1.00    |
| 2004      | 広島      | 14    | 0     | 0     | 0     | 0        | 0     | 0     | 0        | --          | ----  | 62    | 14.2     | 17       | 2           | 6        | 0     | 0        | 12       | 0     | 0        | 6     | 6        | 3.68     | 1.57    |
| 2005      | 広島      | 2     | 0     | 0     | 0     | 0        | 0     | 0     | 0        | 0           | ----  | 8     | 2.1      | 2        | 1           | 0        | 0     | 0        | 2        | 0     | 0        | 1     | 1        | 3.86     | 0.86    |
| 通算：8年 | 通算：8年 | 238   | 8     | 0     | 0     | 0        | 19    | 22    | 29       | 0           | .463  | 1457  | 337.0    | 301      | 43          | 165      | 12    | 8        | 356      | 14    | 0        | 159   | 146      | 3.90     | 1.38    |

### 表彰
- セ・リーグ連盟特別表彰：1回（新人特別賞：1998年）
- 月間MVP：1回（投手部門：1998年4月）

### 記録
初記録
- 初登板・初勝利：1998年4月3日、対中日ドラゴンズ1回戦（広島市民球場）、6回表に2番手で救援登板、2回無失点
- 初奪三振：同上、6回表に立浪和義から空振り三振
- 初セーブ：1998年4月21日、対読売ジャイアンツ4回戦（広島市民球場）、7回表に3番手で救援登板・完了、3回無失点
- 初先発：1999年6月19日、対中日ドラゴンズ12回戦（秋田市八橋球場）、4回4失点で敗戦投手

その他の記録
- オールスターゲーム出場：1回（1998年）

### 背番号
- 29（1998年 - 2004年）
- 21（2005年）
- 73（2006年 - ）

## 関連情報

### 『ドカベン』との関連
- 作者の水島新司が新潟県出身であり、『ドカベン』の明訓高校のモデルとなった新潟明訓高校出身ということから、『ドカベン プロ野球編』に登場した。当時、漫画上への実在選手の登場には肖像権が関係し球団とのトラブルが絶えなかったが、広島は無償での掲載を快く許可した。また、同作者の『あぶさん』にもよく登場している。
- これ以前に、読者（作中では、新潟明訓野球部に入るはずが家庭の事情により進学断念を余儀なくされた、山田の新潟時代の知り合いとされた）の熱心な要望により、新潟へ遠征した神奈川の明訓高校と新潟明訓高校が対戦する、読み切りの『ドカベン特別編』で、新潟明訓高校のエースとして登場している（ドカベンの「エピソード」参照）。高校時代から水島漫画に登場し、各キャラクターと共演した唯一のプロ野球選手である。